# Pedra Escrita

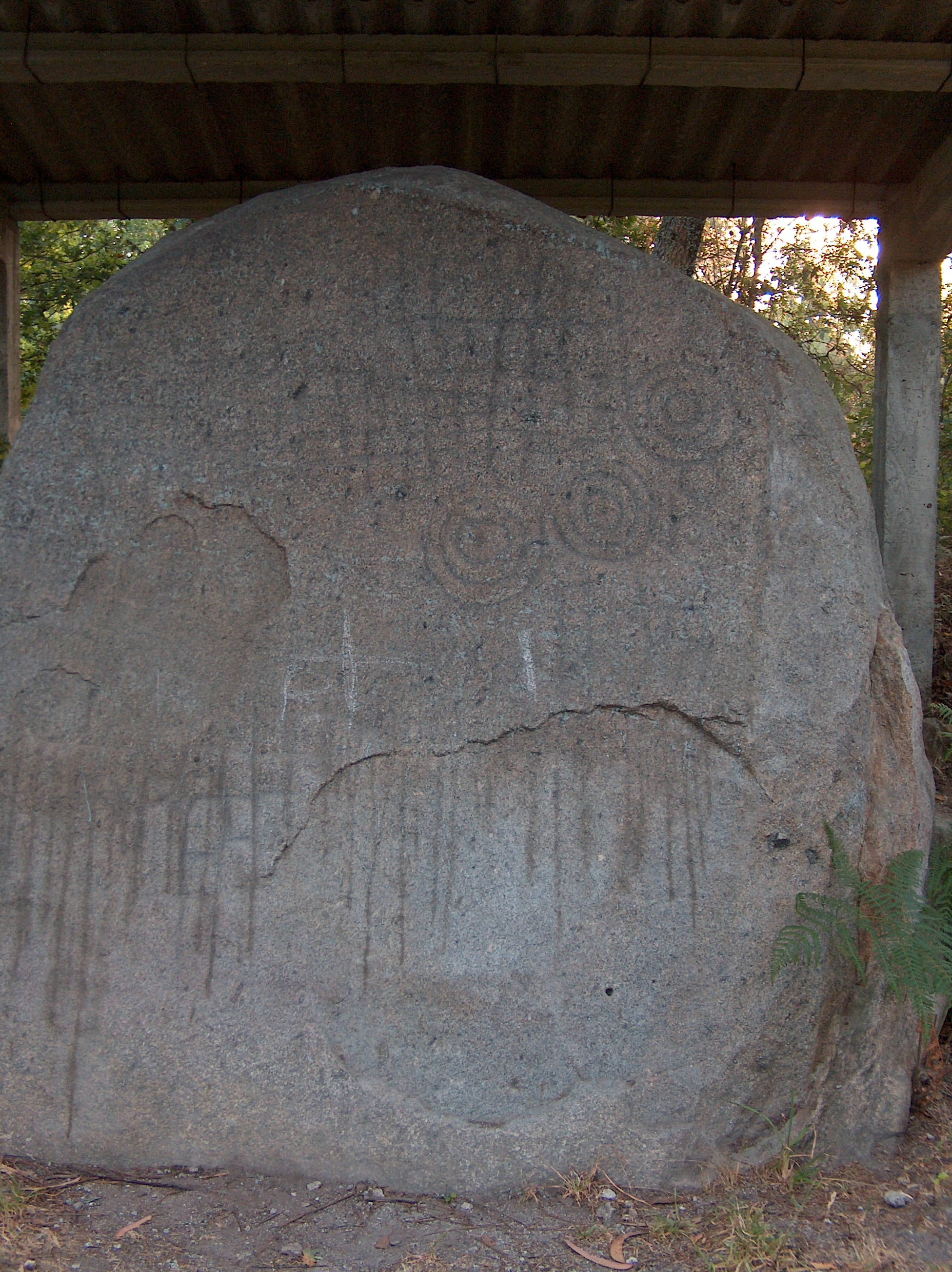
Pedra Escrita: vista geral

A Pedra Escrita  é um monólito granítico com inscrições situado em Serrazes, no município de São Pedro do Sul, em Portugal.
Com pouco mais de 2,5 metros de altura por 2 metros de largura, este monumento pré-histórico poderá ser datado (hipótese) do século X a.C., segundo o geógrafo Amorim Girão.
Este vestígio de arte rupestre, com os seu desenhos enigmáticos em forma de círculos concêntricos com covinha central e rectângulos divididos em quadrículas, tem deixado os arqueólogos com muitas dúvidas quanto ao significado das imagens nele representadas:
- estilizações da figura humana;
- estilizações de comemoração importante ou caçada;
- estilização de cerimónias fúnebres;
- estilização relacionada com o culto dos astros Sol ou Lua ou ainda com os signos de Zodíaco ou constelações podendo querer significar datas de certos sacrifícios ou cerimónias religiosas.

Associada a esta inscrição pré-histórica, existe uma lenda popular que refere a existência da sepultura de uma princesa moura, debaixo do monumento.
A Pedra Escrita foi classificada como Imóvel de Interesse Público, pelo Decreto n.º 35.532, de 15 de Março de 1946.
Actualmente, encontra-se protegida simplesmente por um pequeno telheiro, completamente exposta às intempéries e ao vandalismo.